# PPPoA
PPPOA o PPPoA, Protocolo de Punto a Punto (PPP) sobre ATM (PPP over ATM), es un protocolo de red para la encapsulación PPP en capas ATM AAL5.
El protocolo PPPoA se utiliza principalmente en conexiones de banda ancha, como cable y DSL. Este ofrece las principales funciones PPP como autenticación, cifrado y compresión de datos. Actualmente tiene alguna ventaja sobre PPPoE debido a que reduce la pérdida de calidad en las transmisiones. Al igual que PPPoE, PPPoA puede usarse en los modos VC-MUX  y LLC.
Este protocolo se define en la RFC 2364